# Červený Kostelec
Červený Kostelec (in tedesco Rothkosteletz) è una città della Repubblica Ceca facente parte del distretto di Náchod, nella regione di Hradec Králové.